# Pseudomyrmex schuppi
Pseudomyrmex schuppi é uma espécie de formiga do género Pseudomyrmex, subfamilia Pseudomyrmecinae. Esta espécie foi descrita cientificamente por Forel em 1901.

## Distribuição
Encontra-se em Brasil e Paraguai.